# مات سولومون
مات سولومون هو سائق سيارة سباق صيني، ولد في 19 فبراير 1996 في هونغ كونغ في الصين.

## روابط خارجية
- مات سولومون على موقع DriverDB.com (الإنجليزية)